# William-Scoresby-Archipel
Der William Scoresby-Archipel umfasst eine Gruppe von Inseln vor der Mawson-Küste des ostantarktischen Mac-Robertson-Lands. Diese erstrecken sich östlich der William Scoresby Bay über eine Länge von 22 km. Die Hauptinseln des Archipels sind die Inselgruppe Klakkane, die Warnock-Inseln, Couling Island, die Sheehan-Inseln, Islay, Bertha Island, Hum Island, Dales Island und Farrington Island.
Die meisten dieser Inseln wurden im Februar 1936 durch Wissenschaftler der britischen Discovery Investigations von Bord des Forschungsschiffes RRS William Scoresby entdeckt. Der Archipel wurde nach dem Namen dieses Schiffes benannt, dessen Namensgeber wiederum der britische Seefahrer und Arktisforscher William Scoresby (1789–1857) ist.